# طرخشقون إسباني
طرخشقون إسباني (الاسم العلمي:Taraxacum hispanicum) هو نوع من النباتات يتبع جنس الطرخشقون من الفصيلة النجمية.